# Adenomera aurantiaca
Adenomera aurantiaca — вид жаб родини свистунових (Leptodactylidae). Описаний у 2020 році.

## Поширення
Ендемік Бразилії. Відомий лише зі східного берега річки Жамансім на відстані 60 км від стику з річкою Тапажос у штаті Пара.